# کمتر (رمان)
کمتر (به انگلیسی: Less) یک رمان طنز کمدی نوشته شده توسط نویسنده آمریکایی اندرو شان گریر است که برای اولین بار در سال ۲۰۱۷ منتشر شده.

## موضوع
این کتاب موضوع‌های مختلفی مانند روابط عاشقانه، روابط همجنسگرایان، سن و سفر را پوشش داده‌است.

## جوایز
این رمان در سال ۲۰۱۸ برنده جایزه پولیتزر برای داستان شد. در گزارش این جایزه آسوشیتد پرس به‌طور تصادفی این رمان با عنوان «بی پروا» نام برد. این کتاب علاوه بر قرار گرفتن در لیست فهرست کتاب‌های پرفروش نیویورک تایمز، برنده جایزه کتاب شمال کالیفرنیا شد و همچنین فینالیست جایزه ادبی لامدا بود.